# Bébé à la ferme
Pour plus de détails, voir Fiche technique et Distribution.
Bébé à la ferme ou Bébé campagnard est un film muet français réalisé par Louis Feuillade, sorti en 1911.

## Fiche technique
- Titre : Bébé à la ferme
- Autre titre : Bébé campagnard
- Réalisation : Louis Feuillade
- Scénario : Louis Feuillade
- Photographie :
- Montage :
- Producteur :
- Société de production : Société des Établissements L. Gaumont
- Société de distribution : Comptoir Ciné-Location (C.C.L.)
- Pays d'origine :  France
- Langue : film muet avec les intertitres en français
- Métrage : 214 mètres
- Format : Noir et blanc — 35 mm — 1,33:1 — Muet
- Genre : Comédie
- Durée : 7 minutes
- Date de sortie : 
  - France : 14 juillet 1911

## Distribution
- René Dary (Clément Mary) : Bébé
- Renée Carl